# Madame de Pompadour (Boucher)
Madame de Pompadour ist der Werktitel eines Personenbildnisses der Madame de Pompadour. Das Ölgemälde, eine Auftragsarbeit Ludwigs XV., wurde vom französischen Maler François Boucher (1703–1770) im Jahre 1756 gefertigt. Das Bild befindet sich in Saal XII der Alten Pinakothek in München. Es ist seit 1971 eine Dauerleihgabe der HVB Group.
Hauptmotiv ist die 37-jährige Madame de Pompadour (1721–1764), eine Mätresse Ludwigs XV. von Frankreich, im Schloss Versailles. Sie trägt ein reiches, weit ausgebreitetes Kleid und sitzt bequem auf einem Liegesofa. Sie umgeben für sie typische Gegenstände: Bücher, Notenblätter, Zeichnungen und das Staatssiegel auf dem Beistelltisch, letzteres als Zeichen ihres politischen Einflusses. Die ausgelöschte Kerze, die Uhr (im Hintergrund) sowie die Rosen auf dem Boden deuten auf Vergänglichkeit hin. Links unten ist ihr Hund „Mimi“ abgebildet. Die Rosen auf dem Boden und auf dem Tisch korrespondieren mit dem Besatz ihres Gewandes.
Das Bild stellt eine Momentaufnahme aus ihrem Alltag dar. Es vermittelt ihre räumliche Umgebung, ihren luxuriösen Lebensstil und präsentiert sie als gebildete sowie musische Frau.
Das Bild ist vor allem eine Atelierarbeit; lediglich zum Malen ihres Gesichts stand Madame de Pompadour Modell. 
Madame de Pompadour wurde zeitgenössisch über 20 Mal gemalt; Boucher hat sie mehrmals gemalt.